# Phellia norvegica
Phellia norvegica is een zeeanemonensoort uit de familie Sagartiidae. De anemoon komt uit het geslacht Phellia. Phellia norvegica werd in 1890 voor het eerst wetenschappelijk beschreven door Danielssen. 